# Honda Dax
De Honda Dax (ST50) is een kleine 49cc-bromfiets aangedreven door een viertaktmotor en met kleine 10 inchwieltjes. Er bestond ook een 72cc-versie. De voor de Europese markt bestemde versies (zowel de 49cc-bromfiets als de 72cc-motorfietsversie) hadden een semiautomatische versnellingsbak met drie versnellingen. In Japan en de Verenigde Staten werd ook een handgekoppelde 4-bak gebruikt.
Het model dateert van eind jaren zestig (OT) en verscheen eind jaren tachtig in een tweede, geheel herziene, uitvoering (NT). De belangrijkste wijzigingen aan de moderne uitvoering was dat hij een 12 volt-CDI-ontsteking kreeg en een hydraulische voorvork. Er werden ook enkele veranderingen aangebracht aan de motor (eco-cilinderkop, andere drijfstang, andere overbrengingsverhoudingen e.d.). In 1998 werd de laatste Honda Dax gebouwd.
Er zijn veel replica's van het laatste model Dax op de markt, van Chinese makelij. De bekendste Chinese fabrikanten zijn SkyTeam en Jincheng, die ook in Nederland en België verkrijgbaar zijn. Andere fabrikanten zijn Lifan, Baotian, en Zhenhua.

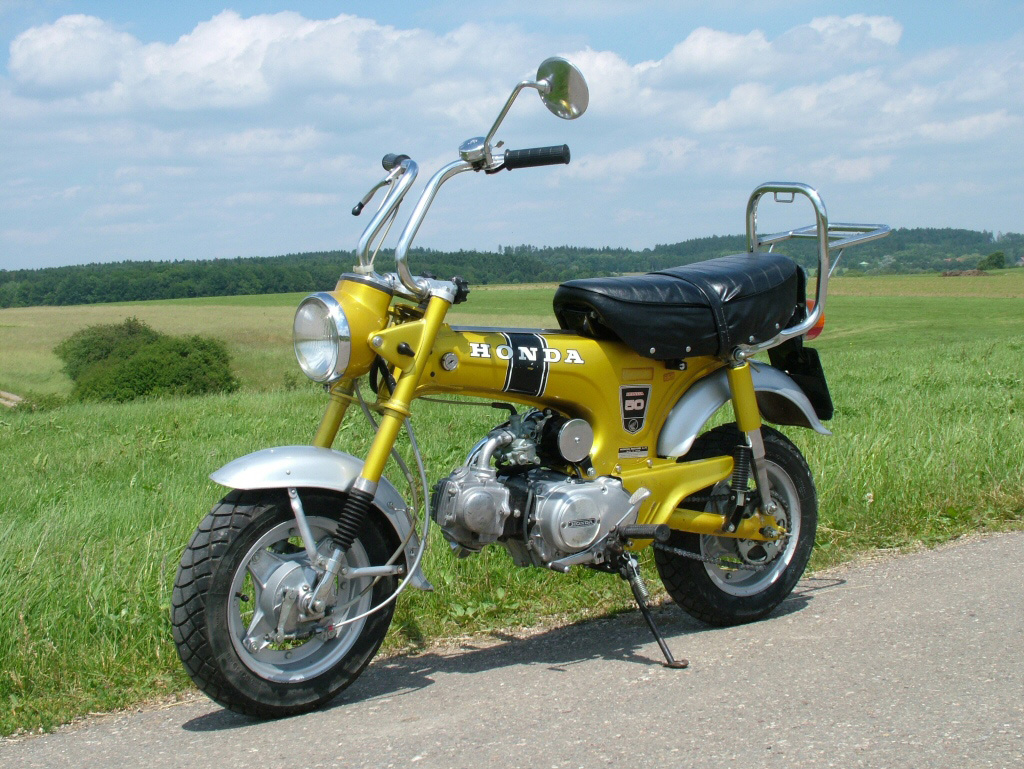
Honda ST50 'Dax' uit 1970

## België
In Belgische steden worden clubs gevormd, waaronder de in 1986 opgerichte Antwerp Dax Association (ADA). Ook bestaan er nog andere bekende clubs zoals Oost Limburgs Dax Team uit Limburg, Brugge (DtB), Turnhout (4SCT), Westhoek (WDT), Kortrijk (FSK), Gent (GDA), Waasland (WDA), Leuven (DTL), Aalst (FTA) en een in Hasselt (LDT). Al deze clubs worden overkoepeld door Cooperated Dax Clubs (CDC). Het CDC-reglement is op alle clubsites terug te vinden.